# Alessandro Dordi
Aleksander Dordi Negroni (wł. Alessandro (Sandro) Dordi Negroni, ur. 22 stycznia 1931 w Gromo, zm. 25 sierpnia 1991 w okolicach Vinzos Region Ancash) – włoski prezbiter katolicki, męczennik, błogosławiony Kościoła katolickiego.

## Życiorys
Pochodził z wielodzietnej rodziny. Był członkiem wspólnoty misyjnej Paradiso. Święcenia kapłańskie przyjął z rąk arcybiskupa Adriano Bernareggi 12 czerwca 1954 roku, następnie został wysłany do rejonu Polesine dotkniętego powodzią. Od 1966 do 1979 pracował z włoskimi imigrantami jako ksiądz-robotnik w Le Locle w Szwajcarii. 
Od 1980 roku realizował powołanie, prowadząc działalność misyjną na terenie peruwiańskiej diecezji Chimbote.
25 sierpnia 1991 roku został zastrzelony przez terrorystów z organizacji Świetlisty Szlak. Jego proces beatyfikacyjny rozpoczął się 9 sierpnia 1996 na szczeblu diecezjalnym w Chimbote w Peru. 3 lutego 2015 papież Franciszek upoważnił Kongregację Spraw Kanonizacyjnych do ogłoszenia dekretu o męczeństwie zamordowanych. Promulgowanie dekretu o męczeństwie jest równoznaczne z nadaniem tytułu Czcigodnego Sługi Bożego. 13 lutego 2015 podczas spotkania franciszkanów z peruwiańskiej delegatury zdecydowano, aby 5 grudnia 2015 roku w Chimbote w Peru odbyła się beatyfikacja Alessandro Dordiego oraz Michała Tomaszka i Zbigniewa Strzałkowskiego. Odtąd przysługuje mu tytuł błogosławionego. Jego wspomnienie liturgiczne obchodzone jest 25 sierpnia (dies natalis).